# Chadibe
Chadibe es una ciudad del distrito Central en Botsuana. En agosto de 2011 tenía una población censada de 4939 habitantes.
Se encuentra ubicada al este del país, cerca de la frontera con Zimbabue y a poca distancia al este del delta del Okavango.